# Svarttjärnen (Nordmarks socken, Värmland, 665103-140088)
Svarttjärnen är en sjö i Filipstads kommun i Värmland och ingår i Göta älvs huvudavrinningsområde.